# Katherine Esau
Katherine Esau (Yekaterinoslav, 3 de abril de 1898 – Santa Bárbara, 4 de junho de 1997) foi uma botânica teuto-americana. Em 1989, Esau recebeu a Medalha Nacional de Ciências por seu trabalho com anatomia vegetal e era membro da Academia Nacional de Ciências.
Seu trabalho com anatomia e morfologia vegetal expandiu e muito a botânica e a compreensão sobre as funções vegetais, além de estabelecer novos padrões de pesquisa anatômica em plantas.

## Biografia
Katherine nasceu na cidade de Yekaterinoslav, em 1898, hoje chamada de Dnipro, na Ucrânia. Morou lá até 1918, quando sua família fugiu para a Alemanha na Revolução Russa de 1917. Sua família era composta por menonitas alemães, que emigraram para a Ucrânia vindos da Prússia em 1804 a convite de Catarina, a Grande para promover a agricultura nas estepes ucranianas. Os menonitas eram perseguidos, obrigados a viver em colônias que se mostraram bem-sucedidas, onde criaram fazendas, escolas e praticavam sua religião.
A fim de diminuir o preconceito, as autoridades pediram que os menonitas enviassem algumas de suas crianças para estudar em escolas russas e o tio e o pai de Katherine foram os primeiros a fazer isso. Seu tio Jacob estudou medicina e seu pai Johan se tornaria engenheiro mecânico e o principal engenheiro de Yekaterinoslav, onde foi responsável por obras grandiosas como dutos de água, ferrovias, edifícios e escolas. Alguns anos depois, foi eleito prefeito de Yekaterinoslav. Fez vários empréstimos com a França para construir projetos na cidade.
Com a eclosão da Revolução Russa de 1917, era apenas questão de tempo até os bolcheviques tornarem o prefeito e sua família um alvo. Eles o removeram de seu cargo e o mantiveram sob constante vigilância e sua residência foi revistada várias vezes e saqueada em busca de bens valiosos. Com o advento da Primeira Guerra Mundial, o Exército Alemão invadiu e ocupou a Ucrânia. Boa parte da população recebeu a ocupação com alegria por se verem livres dos bolcheviques. Johan Esau foi restituído como prefeito, mas como fim da guerra, os oficiais alemães avisaram-no que sua família estaria em grande perigo assim que o Exército se retirasse e sugeriu que fugissem para a Alemanha. A notícia não foi bem aceita pelos mais velhos da família Esau, que viam Yekaterinoslav como seu lar. Assim, a família Esau fugiu da Ucrânia, bem como várias outras famílias.
Katherine tinha outros dois irmãos, Paul e Margrethe. Paul tornou-se administrador em um navio no Mar Negro e se juntou à família algum tempo depois, quando chegaram a Berlim. A família fugiu em um trem, viajando na terceira classe, em um vagão lotado com oficiais e soldados feridos além de outros refugiados. A jornada que deveria levar uns dois dias levou quase duas semanas devido aos obstáculos pelo caminho colocados pelos bolcheviques. Um dia depois da fuga da família, cartazes apareceram em Yekaterinoslav, com o rosto de Johan, agora considerado inimigo do Estado e um contra-revolucionário.

## Alemanha
Johan tinha guardado uma quantia em dinheiro em um banco suíço, o que os ajudou a se estabelecer em Berlim. Na Alemanha, tanto Katherine quanto Paul retomaram os estudos. Ela ingressou na Universidade Agrícola de Berlim. Trabalhou com o geneticista Erwin Bauer, que pediu que ela fosse para a Rússia continuar seus estudos com ele, mas Katherine se negou.
Katherine foi para o norte da Alemanha trabalhar em uma plantação de trigo e ao retornar, deixando um pretendente arrasado por se negar casar com ele, Katherine se tornaria professora assistente, mas seu pai tinha decidido imigrar para os Estados Unidos e já tinha começado os preparativos. A situação política na Alemanha se tornava cada vez mais perigosa e a família se mudou em outubro de 1922. Seu irmão Paul ficou para poder concluir a faculdade de química. A família se estabeleceu em Reedley, na Califórnia, onde já existia uma grande comunidade menonita. Seu pai queria comprar uma fazenda, mas Katherine o convenceu a estudar melhor o solo e as condições climáticas do estado. Katherine chegou a trabalhar como faxineira e babá em Fresno, enquanto aprendia a falar inglês e se acostumava à vida nos Estados Unidos.
Falando o idioma e aculturada, Katherine conseguiu um emprego na Sloan Seed Company, em Oxnard, saindo para entrar na Spreckles Sugar Company, no Vale do Salinas, onde produziu cepas de beterraba sacarina para resistência ao vírus causador de uma praga. Naquela época, começou a considerar continuar sua especialização. Foi por acaso que o professor Wilfred Robbins, da Universidade da Califórnia em Davis, fez uma visita à empresa e pediu a Katherine que lhe mostrasse seu projeto de pesquisa. Ela perguntou sobre a possibilidade de estudar e, mais tarde, lhe foi feito um convite para fazer um trabalho de pós-graduação em Davis.

## Carreira
Katherine chegou na universidade em 1927 como aluna de graduação na Escola de Agricultura para o semestre do ano seguinte. Davis não tinha doutorado na época, então seu título foi fornecido por Berkeley. Ela pretendia desenvolver uma beterraba açucareira resistente ao vírus da praga que assolava plantações, mas isso exigiria a liberação da ferrugem da beterraba nos campos da universidade para infectar as plantações. Isso foi contestado por outros pesquisadores e produtores e ela foi informada de que era incompatível com outras pesquisas em andamento em Davis. Consequentemente, Katherine mudou o rumo de sua pesquisa para o estudo da transmissão do vírus e seu efeito no floema de beterraba, seguindo um estudo mais básico da anatomia vegetal.
Em 1932, pela Universidade da Califórnia em Berkeley, Katherine defendeu seu doutorado, permanecendo em Davis onde se tornou professora de botânica. Deixando o campus em 1963, perto de sua aposentadoria, Katherine foi trabalhar com um parceiro de pesquisas de longa data, Vernon I. Cheadle, na Universidade da Califórnia em Santa Bárbara. Por mais 24 anos, Katherine trabalhou com pesquisa, anos que considerou os mais produtivos de sua carreira. O laboratório de microscopia eletrônica do campus leva seu nome em sua homenagem.
Em Davis, Katherine estudou plantas doentes e saudáveis do tabaco, cenoura, peras e aipo. Seu trabalho com Cheadle sobre a estrutura comparativa do floema secundário dos dicotiledôneas na década de 1950 forneceu importantes informações sobre a especialização evolutiva do tecido do floema em relação à função. Em 1953, publicou um dos maiores livros de referência em anatomia vegetal, Plant Anatomy, seguido de Anatomy of Seed Plants, em 1960, ambos publicados em vários países.
Katherine foi presidente da Botanical Society of America em 1951 e em 1956 recebeu prêmio por mérito da mesma na 50ª reunião. Foi a sexta mulher eleita para a Academia Nacional de Ciências e na ocasião, quando perguntava sobre sua eleição, Katherine disse:
Nunca me preocupei em ser mulher. Nunca me ocorreu que isso fosse importante. Sempre pensei que as mulheres poderiam fazer algo tão bem quanto os homens. Minha surpresa ao ser eleita para a Academia Nacional de Ciências não foi por eu ser mulher, mas porque não achava que havia feito o suficiente para ser eleita.
Katherine deu a última palestra de sua carreira no campus da Universidade da Califórnia em Davis, em 1982, sobre plasmodesmos, aos 84 anos.

## Morte
Katherine morreu em sua casa, em Santa Bárbara, em 4 de junho de 1997, aos 99 anos. Nunca se casou ou teve filhos. Ela foi sepultada no Cemitério de Davis, em Davis, na Califórnia.

## Homenagem
Em homenagem ao seu legado e contribuições à ciência, o Prêmio Katherine Esau é oferecido aos estudantes de graduação que escrevam o melhor artigo sobre biologia estrutural e do desenvolvimento na reunião anual da Botanical Society of America.

## Livros
- Anatomy Of Seed Plants, 1953
- Plant Anatomy, 1960
- Viruses and Insects, 1961
- Vascular Differentiation in Plants, 1965
- Viruses In Plant Hosts, 1968
- The Phloem, 1969